# لوكاس نج
لوكاس نج (بالإنجليزية: Lucas Ng)‏ هو متزلج سريع سنغافوري، ولد في 13 أكتوبر 1988.